# Waimea (Havaí)
Waimea é uma Região censo-designada localizada no estado americano de Havaí, no Condado de Havaí.

## Demografia
Segundo o censo americano de 2000, a sua população era de 7028 habitantes.

## Geografia
De acordo com o United States Census Bureau tem uma área de
100,5 km², dos quais 100,4 km² cobertos por terra e 0,1 km² cobertos por água.

## Localidades na vizinhança
O diagrama seguinte representa as localidades num raio de 32 km ao redor de Waimea.